# Brave Little Tailor
Brave Little Tailor, titulado El sastrecillo valiente en español, es un cortometraje animado de 1938 producido por Walt Disney Productions y dirigido por Bill Roberts. Es una adaptación del cuento de hadas El sastrecillo valiente y está protagonizado por Mickey Mouse. Fue nominado a un premio Óscar en la categoría de mejor cortometraje animado.

## Trama
Ambientado durante la Edad Media, el cortometraje comienza mostrando un cartel que anuncia una recompensa para el guerrero que capture o mate al gigante que está atormentando al reino. Sin embargo, ninguno de los habitantes del lugar se atreve a aceptar la tarea. Cerca de allí, un sastre (Mickey Mouse) mata a siete moscas de un solo golpe mientras trabaja en su taller. Cuando el sastre se asoma por la ventana de su casa y comenta en voz alta su hazaña, el comentario es mal interpretado por unos aldeanos, quienes hacen correr el rumor de que el sastre mató a siete gigantes de un solo golpe.
El rumor recorre rápidamente la aldea y llega hasta el mismo rey, quien ordena que lleven al sastre ante su presencia. Cuando Mickey llega al castillo, el monarca le pregunta si es cierto que "mató a siete de un golpe". El sastre, creyendo que se refiere a las moscas, comienza a narrar el hecho, impresionando al rey y a los presentes. Tras oír la historia, el rey le asigna la tarea de vencer al gigante, ofreciéndole una recompensa en oro e incluso la mano de su hija, la princesa Minnie. Mickey intenta resolver el malentendido explicándole al monarca que estaba hablando de moscas, y no de gigantes, pero la princesa llena su cara de besos y lo desconcierta. El sastre entonces acepta la tarea y parte en busca del gigante.
Al salir de la aldea, el sastre se arrepiente y decide regresar, pero los habitantes de la aldea y la princesa Minnie se asoman por sobre los muros y le entregan su apoyo. Tras caminar un cierto tramo, Mickey se sienta y se lamenta por la tarea que debe cumplir. Inmediatamente después aparece el gigante, arrasando todo a su paso, por lo que el sastre intenta huir de sus enormes pisadas escondiéndose en una carreta llena de calabazas. Sin embargo, el gigante ve la carreta y comienza a comer las calabazas, sin darse cuenta de que Mickey está dentro. Tras esto, el ratón se esconde dentro de una pila de heno, pero el gigante la enrolla como un cigarrillo y comienza a fumar el heno. El sastre estornuda producto del humo y es descubierto. El gigante intenta aplastar a Mickey, pero el ratón logra escabullirse y gracias a sus habilidades de sastrería termina derrotando al gigante e inmovilizándolo con un rollo de hilo.
El cortometraje termina mostrando al gigante atado e inmovilizado, cuyos ronquidos hacen funcionar a través de energía eólica un parque de diversiones que fue construido a su alrededor. Mientras tanto, Mickey, Minnie y el rey se divierten en un carrusel.

## Reparto
- Walt Disney ... Mickey Mouse[2]
- Marcellite Garner ... Minnie Mouse[2]
- Eddie Holden ... Gigante[2]

## Adaptación
El cortometraje fue adaptado en forma de tira de prensa, titulada The Brave Little Tailor, la cual fue publicada entre el 28 de agosto y el 20 de noviembre de 1938. Además de la historia del cortometraje, la tira muestra -de forma ficticia- la forma en que el filme fue filmado, incluida una escena donde Walt Disney contacta a Mickey Mouse para el rol.